# 핫토리 히로키
핫토리 히로키(일본어: 服部 浩紀, 1971년 8월 30일 ~ )는 일본의 전 축구 선수이다.

## 구단 경력
과거 요코하마 플뤼겔스, 가와사키 프론탈레, 시미즈 에스펄스, 알비렉스 니가타, 아비스파 후쿠오카, 사간 도스에서 활동하였다.

## 지도자 경력
2015년부터 2016년까지 더스파구사쓰 군마에서 감독을 맡았다.